# Ulead
Ulead Systems (友立資訊) egy tajvani szoftvergyártó cég, központja Tajpejben található. 2006-tól Corel Corporation leányvállalata.

## Történet
A céget 1989. augusztus 5-én alapította Lotus Chen, Lewis Liaw és Way-Zen Chen.
A Photostyler-t - a cég első képszerkesztő programját - az Aldus software-en keresztül adták el, azonban az Aldus cég beolvadt 1994-ben az Adobe Systems Inc.-be, így a Photostyler nem volt többé elérhető. Ezután a cég elkészítette a PhotoImpact képszerkesztő alkalmazást, amelyet már saját maga értékesített és adott el.
A Photoimpact alkalmazás az Adobe Photoshop konkurenseként lett ismert.
Ezután az Ulead cég a multimédiás alkalmazások számos területére – videószerkesztés, médiamenedzsment, webszerkesztés és DVD-készítés – fejlesztett alkalmazásokat.
2001. szeptember 17-én a cég megjelent a tajvani tőzsdén. (2487.TW)
2006-ban a cég egybeolvadt az InterVideo vállalattal. Még ugyanebben az évben a Corel Corporation megszerezte az Intervideo céget és vele együtt az Ulead vállalatot is.

## Termékek

### Video
- VideoStudio
- MediaStudio Pro/VideoGraphics Lab
- VideoTool Box
- COOL 3D, COOL 3D Production Studio

### DVD
- Burn.Now
- DVD MovieFactory
- DVD PictureShow
- DVD WorkShop

### Képszerkesztők
- COOL 360
- COOL 3D
- PhotoImpact
- IPhoto Plus
- Photo Explorer
- PhotoExpress
- My Scrapbook

### Web alkalmazások
- GIF Animator
- GIF-X.Plug-in
- Menu.Applet
- SmartSaver Pro

## Lásd még
- Ulead MediaStudio Pro
- InterVideo
- Corel Corporation

## Külső hivatkozások
- Ulead Systems
- Ulead Systems Germany
- First Look at Ulead Videostudio 11